# Galaxiella nigrostriata
Galaxiella nigrostriata är en fiskart som först beskrevs av Shipway, 1953.  Galaxiella nigrostriata ingår i släktet Galaxiella och familjen Galaxiidae. IUCN kategoriserar arten globalt som nära hotad. Inga underarter finns listade i Catalogue of Life.